# ブエノスアイレスの影法師
ブエノスアイレスの影法師（Silueta　porteña）とは、ニコラス・ルイス・クッカーロ（Nicolás Luis Cuccaro）とファン・ベントゥラ・クッカーロ（Juan Ventura Cuccaro）の共作の作曲のミロンガ。

## 概要
1946年発表の作品である。「シルエタ・ポルテーニャ」とも言われる。
エルネスト・ノリ（Ernesto Nolli）と、オルランド・ダニエジョ（Orlando D'Aniello）の共作の歌詞がついている。
歌つきで演奏されることが多い曲であり、タンゴとしている説明も見受けられる。
ホセ・コランジェーロ楽団の演奏を、よく耳にすることができる。
YouTubeにも、いくつかアップロードされている。